# SSK Industries
A SSK Industries, Inc. é uma designer e fabricante Norte americana de armas de fogo e seus componentes em Wintersville, Ohio. Fundada em 1977, a empresa é conhecida por seus canos personalizados "Contender" e "Encore".
Criada pelo caçador e entusiasta de armas J. D. Jones, a SSK Industries começou a fabricar e comercializar produtos específicos relacionados a pistolas de caça e munições. Ela cresceu e se tornou uma empresa que faz centenas de tipos diferentes de munições.
A Lehigh Defense adquiriu a SSK Industries em 2019 e a renomeou para SSK Firearms.

## Produtos
- Rifle .950 JDJ - maior rifle de fogo central da história.[4]
- Cartuchos "Whisper" multifuncionais e precisos em vários calibres.[5]